# Julia Trotman
Julia Lyman Trotman (Nueva York, 25 de marzo de 1968) es una deportista estadounidense que compitió en vela en la clase Europe. Está casada con el también regatista James Brady.
Participó en los Juegos Olímpicos de Barcelona 1992, obteniendo una medalla de bronce en la clase Europe.
Obtuvo los grados de Ciencias de Márquetin en la Universidad de Maine y de Historia en la Universidad de Harvard, y estudió en la Escuela de Negocios Harvard.

## Palmarés internacional
| \| Juegos Olímpicos \| Juegos Olímpicos \| Juegos Olímpicos \| Juegos Olímpicos \| \| Año \| Lugar \| Medalla \| Clase \| \| ---------------- \| ------------------ \| ----------------- \| ---------------- \| \| 1992 \| Barcelona (España) \| Medalla de bronce \| Europe \| |                    |                   |        |
| Juegos Olímpicos |                    |                   |        |
| Año | Lugar              | Medalla           | Clase  |
| 1992 | Barcelona (España) | Medalla de bronce | Europe |